# Gonioneura spinipennis
Gonioneura spinipennis – gatunek muchówki z rodziny Sphaeroceridae i podrodziny Limosininae.
Gatunek ten opisany został w 1836 roku przez Alexandra Henry’ego Halidaya jako Limosina spinipennis'.
Muchówka o ciele długości około 1 mm, ubarwiona czarno. Tułów jej cechuje się nagą tarczką ze szczecinkami tylko wzdłuż tylnego brzegu. Skrzydła mają szczecinki na pierwszym sektorze żyłki kostalnej co najwyżej dwukrotnie dłuższe niż na drugim jej sektorze, przy czym te najbliższe nasady są długie i ustawione pod kątem prostym do powierzchni skrzydła. Użyłkowanie odznacza się żyłką kostalną sięgającą za żyłkę radialną R4+5. Środkowa para odnóży ma pierwszy człon stopy pozbawiony długiej szczecinki na spodzie. Tylna para odnóży nie ma przedwierzchołkowych szczecinek po spodniej stronie goleni. Odwłok jest niespłaszczony i niepunktowany.
Owad znany z prawie wszystkich krajów Europy, w tym z Polski. Ponadto występuje we wschodniej Palearktyce i Nearktyce.